# Adolf Gnauth sen.
Gustav Adolf Gnauth senior (* 18. November 1812 in Dresden; † 1876 in Stuttgart) war ein deutscher reproduktiver Lithograph und Kupferstecher.

## Leben
Adolf Gnauth wurde am 18. November 1812 in Dresden als Sohn von Karl Christoph Gnauth (1784–1845) und Christiane Sophie Hempel geboren. Der Vater war ab 1818 Garderobenverwalter am Hoftheater in Stuttgart. Der Bruder des Vaters war Eduard Gnauth (1788–1859), der ab 1815 als Hofschauspieler in Stuttgart wirkte. Gnauth war verheiratet mit Marie Kasten (1818–1868), der Tochter des Stuttgarter Hofkupferschmieds Georg Christian Ludwig Kasten (1789–1861) und von Eleonore Elisabeth Heyges. Aus der Ehe gingen zwei Söhne hervor: der Architekt Adolf Gnauth (1840–1884) und der Politiker Feodor Gnauth (1854–1916). Gnauth starb 1876 im Alter von 64 Jahren in Stuttgart. Seine Frau starb schon 1868 im Alter von 50 Jahren. Gnauth hatte einen jüngeren Bruder, Karl Eduard Gnauth (geboren am 15. Mai 1816 in Tharandt, Sachsen).

## Werk
Gnauth war ein reproduktiver Lithograph und Kupferstecher. 1833 war er bei der königlichen lithographischen Anstalt in Stuttgart als einer von 22 Lithographen angestellt, darunter der gleichaltrige Julius Nisle, mit dem zusammen er die „Artistische Anstalt von Gnauth und Nisle“ gründete.
Außer vielen graphischen Einzelblättern, zum Beispiel nach Philipp Friedrich von Hetsch und Gottlieb Schick, schuf Gnauth unter anderem 92 Stahlstiche nach Zeichnungen von William Hogarth und 32 Kupferstiche zu Raffaels Zeichnungen nach dem Roman Amor und Psyche von Apuleius. Außerdem schuf er 216 Buchillustrationen für Julius Nisle: für ein Liederbuch von Friedrich Güll zur Schiller-Galerie, zur Goethe-Galerie und zur Casanova-Galerie.

Stiche von Gnauth nach …
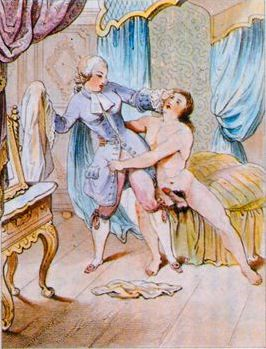
… Julius Nisle, Casanova-Galerie, Giulietta, die Fleckputzerin.
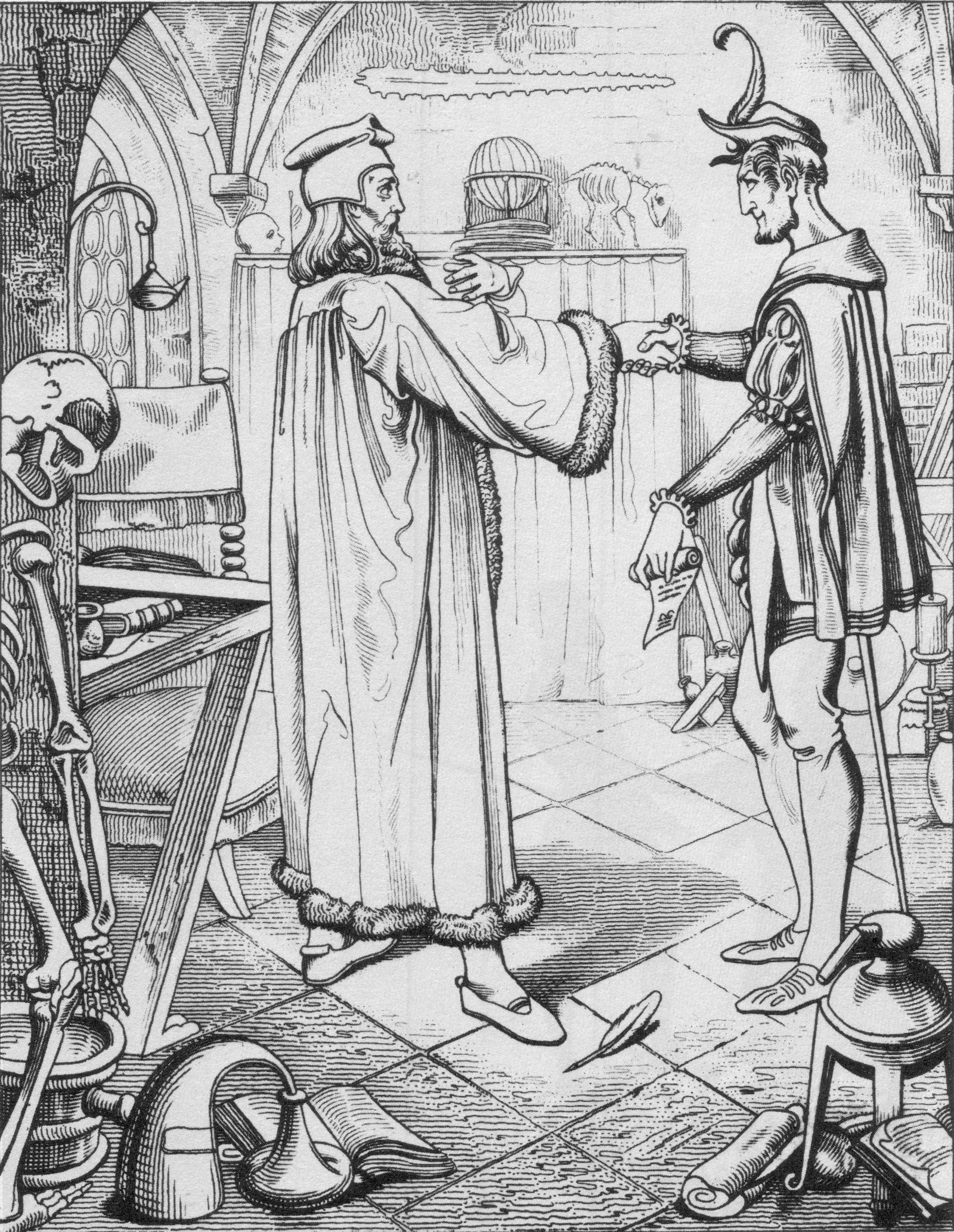
… Julius Nisle, Goethe-Galerie, Teufelspakt Faust-Mephisto.
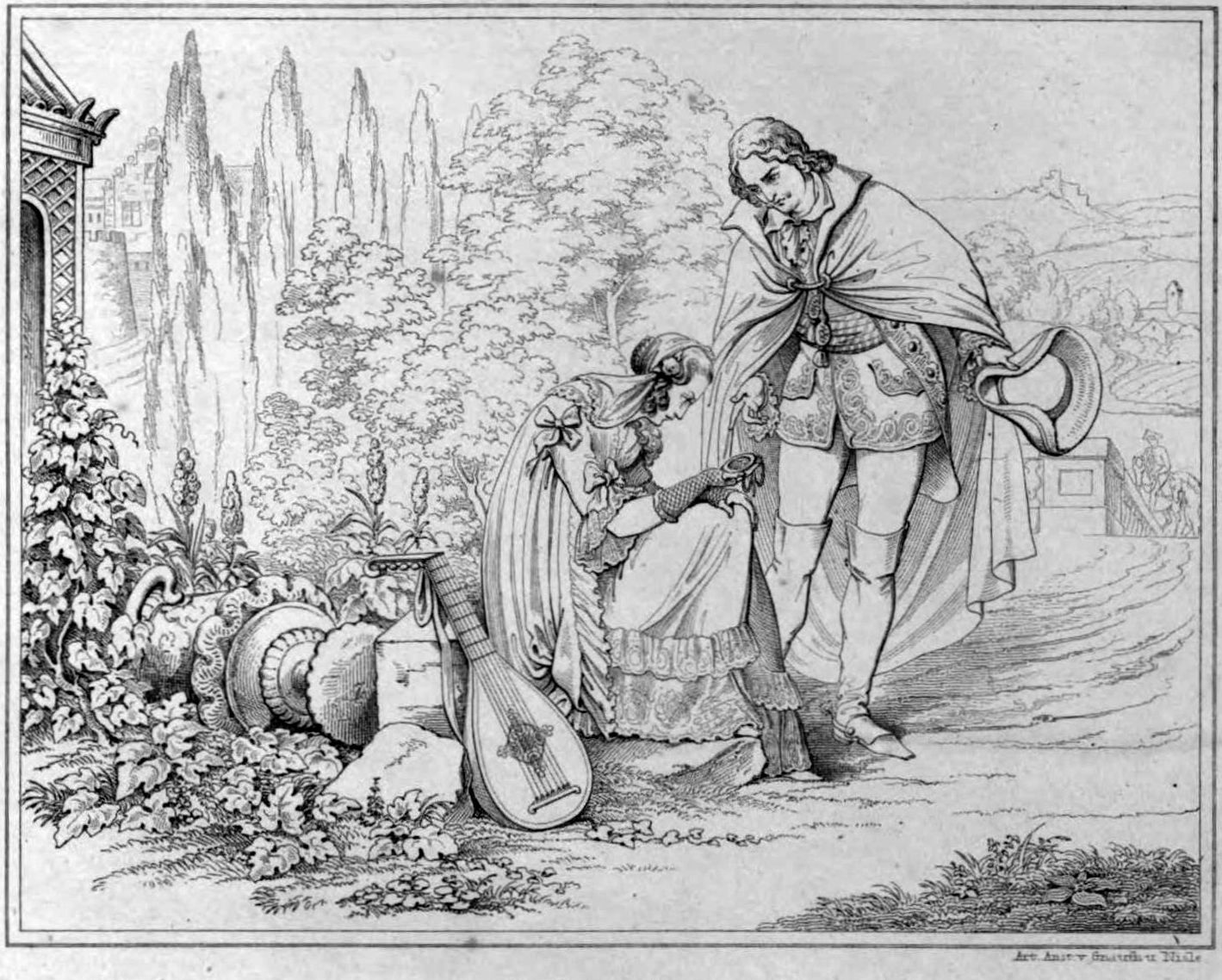
… Julius Nisle, Schiller-Galerie, Die Räuber.
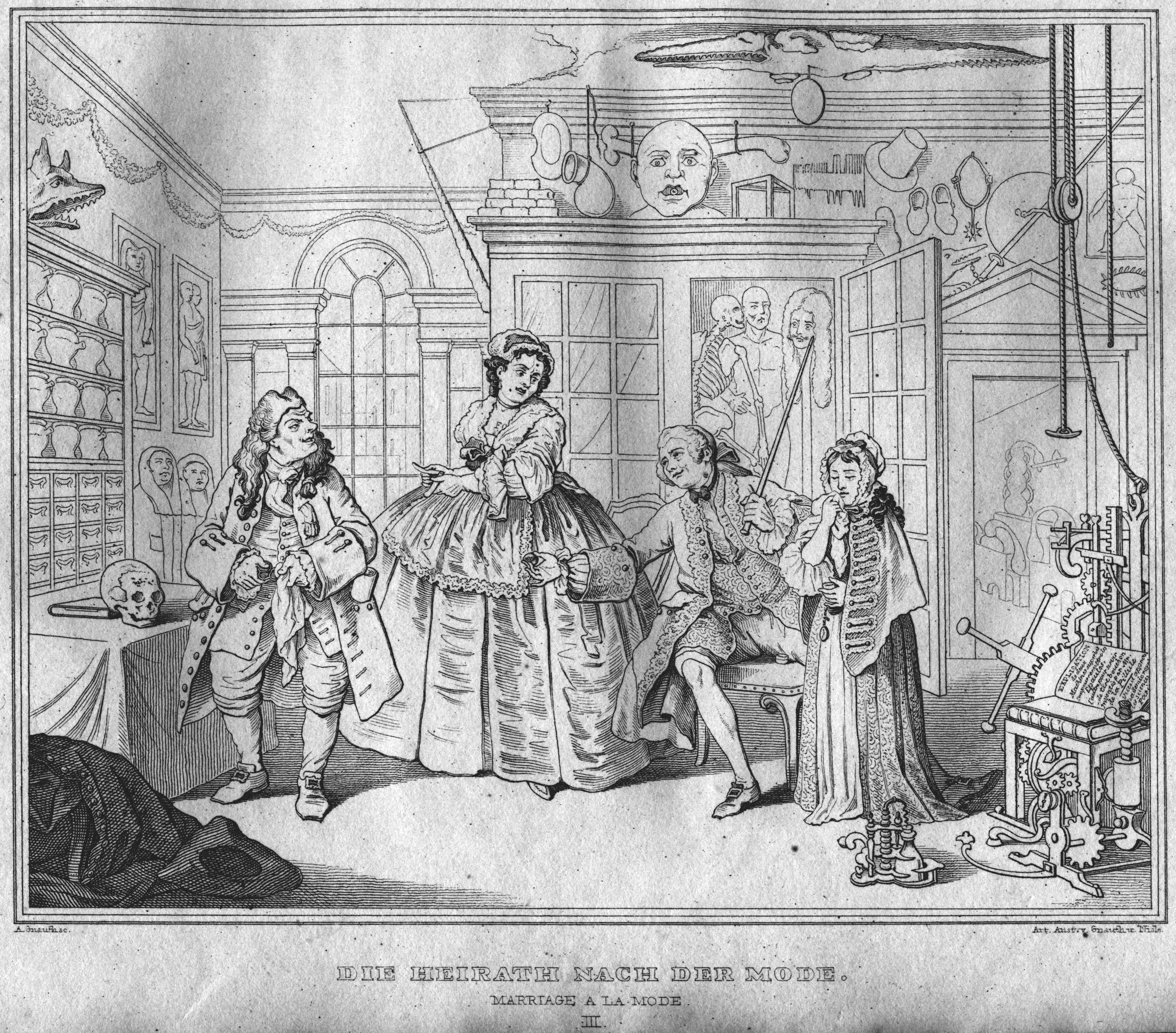
… William Hogarth, Die Heirat nach der Mode.